# Сюй Сі
Сюй Сі (徐熙, 886 — 975) — один з найбільших китайських живописців часів падіння династії Тан та епохи П'яти династій, засновник жанру «квіти і птахи» (хуа-няо).

## Життєпис
Народився у 886 році у м. Чжунлін у сучасній провінції Цзянсі. Про його життя мало відомо. Відлюдницький спосіб життя Сюй Сі не перешкоджав ні його творчій активності, ні його популярності. Помер у 975 році.

## Творчість
В його доробку було 249 робіт, в подальшому втрачених. Сюй Сі є засновником окремого стилістичного варіанта хуа—няо, який принципово відрізняється від манери іншого зачинателя цього жанру — Хуан Цюаня. На противагу «стилю Хуана», відзначеному ретельністю письма і декоративністю композицій, тому він отримав назву фу-гуй («стиль багатства і знатності»), живопису Сюй Сі була притаманна ескізність малюнків і приглушена колористична гама. Він використовував світлі, прозорі фарби, доповнюючи ними контурні лінії написані тушшю, або замість графічного малюнка вдавався до виконуваних в способі «падаючої туші» (ло-мо) розмивань, позначаючи з їх допомогою форму зображень. Останній засіб вживання контурних ліній, означав впровадження у хуа-няо прийомів так званого безкісткового методу письма (мейгу-хуа). У трактаті Го Жосюя підкреслюється особлива елегантність живопису Сюй Сі, в якій «пір'я і пух, форма і структура легкі й витончені, а колір неба зливається з кольором води».
Назви картин, приписуваних Сюй Сі говорять про значно більше тематичне розмаїття його творчості, ніж це випливає з характеристик, даних Го Жосюєм. Улюбленими сюжетами цього художника були лотоси, що піднімаються з темної води, опале у воду листя, пишні квіти магнолій, водяні птахи, цикади, метелики. Важливе місце в живопису Сюй Сі займали композиції з зображенням півоній (муданья, 39 робіт) і квітучих гілок сливового дерева (мейхуа, 4 роботи), які сприяли формуванню «живопису сливи» (мо-мей, «квітуча слива, яка намальована тушшю») як окремого тематичного спрямування усередині жанру «квітів і птахів».
Манера Сюй Сі, образно названа згодом е-і («устремління у дикі пустки»), далеко не відразу отримала належне визнання у художників і цінителів живопису по причині її зовнішньої простоти і невигадливості. Навіть онук Сюй Сі — Сюй Чунси, який увійшов в коло визнаних майстрів хуа-няо першої половини епохи Північна Сун відмовився від творчих досягнень діда, віддавши перевагу стилю Хуан Цюаня. Достойно живопис Сюй Сі змогли оцінити тільки представники творчого об'єднання «художників-літераторів» (веньжень хуа) — Су Ши і Мі Фу.
Надалі стилістичні варіанти хуа-няо, породжені творчістю Хуан Цюаня і Сюй Сі, склали дві головні художні лінії цього жанру, що збігаються з генеральними для китайського живопису стилями письма — гунбі («ретельна кисть») і се-і («писання думок»). «Стиль Сюй Сі», що дозволяв передати враження та настрій художника і допускав найсміливіші експерименти в роботі пензлем, отримав найбільше поширення у самодіяльних живописців, які протиставляли себе майстрам академічної школи. Його вплив помітно у «чаньскому живописі» (XII—XIII ст.), творчості Сюй Вея (1521—1593), Чжу Да (1625—1705).